# 费利克斯·格伦迪
费利克斯·格伦迪（Felix Grundy，1777年9月11日—1840年12月19日），美国政治家，曾任美国参议员（1829年－1838年、1839年－1840年）和美国司法部长（1838年－1840年）。
| 前任： 本杰明·富兰克林·巴特勒 | 美国司法部长 1838年－1840年 | 繼任： 亨利·D·吉尔平 |